# شیگرو موروئی
شیگرو موروئی (انگلیسی: Shigeru Muroi؛ زادهٔ ۲۲ اکتبر ۱۹۶۰) یک هنرپیشه اهل ژاپن است.